# Жељезара Зеница
Жељезара Зеница је сматрана највећим предузећем у СР БиХ и трећим у СФР Југославији. 
Аустроугарска је 1882. подигла малу жељезару у ближој околини Зенице, а то су били само темељи на којима ће се послије Другог свјетског рата развити центар црне металургије у Југославији и југоисточној Европи. Послијератну жељезару је градила омладина на радним акцијама од 1948. до 1953. године. Предузеће је прије рата у Босни и Херцеговини запошљавало око 22 000 људи, што је чинило 45% запослених у Зеници, а данас има око 5 000 запослених. У предратном периоду (1990. године) у Зеници између осталог произведено је 1,4 милиона тона челика и 924.000 тона угља.

## Настанак
Црна металургија има у Босни и Херцеговини дугу традицију. Босна је богата основним сировинама, енергетским потенцијалима и радним ресурсима који су условили појаву и развој црне металургије на њеном тлу готово свим епохама људске историје. У област Вареша, Фојнице и у области Сане у Босанској Крајини још за вријеме Турака постојали су мајдани и постројења гдје се топило гвожђе и производио челик. Већ тада се производила одређена количина челика, па се рачуна да је у моменту окупације укупна производња челика износила око 5 000 тона годишње. Већ 1891. подиже се високе пећи у Варешу, а идуће године челичана и ваљаоница у Зеници. Тек послије Другог свјетског рата нагло се у Босни и Херцеговини развија црна металургија. Главни центар црне металургије постаје Зеница, у чијој близини се налазе рудници гвожђа, других помоћних сировина, вода и енергија, а и средишњи положај у тадашњој држави је условљавало да се баш у Зеници створи центар црне металургије. Исто тако је лоцирана и изграђена жељезара у Илијашу намијењена производњи сировог гвожђа за ливнице. Геолошке резерве у рејонима Вареша, Љубије, планине Радован и Јабланице износе око 700 милиона тона гвоздене руде из које се може извадити 300 милиона тона гвожђа, а то може представљати основу за производњу 400 милиона тона челика. Рудници гвоздене руде Вареш, Љубија, Радован и Товарница, затим рудник кречњака Добој, жељезара Зеница, Илијаш и Вареш обједињени су у јединствен производни комплекс који се зове рударско-металуршки комбинат Зеница.